# 아디아 빅토리아
아디아 빅토리아(Adia Victoria, 1986년 7월 22일 ~ )는 미국의 싱어송라이터이다.